# 陈营站
陈营站是一个京沪线上的铁路车站，位于安徽省滁州市城郊乡，建于1944年，2003年撤销，邮政编码为239074。目前客运：不办理旅客乘降；不办理行李、包裹托运；不办理货运营业。